# Polygala pseudocelosioides
Polygala pseudocelosioides är en jungfrulinsväxtart som beskrevs av Chod.. Polygala pseudocelosioides ingår i släktet jungfrulinssläktet, och familjen jungfrulinsväxter. Inga underarter finns listade i Catalogue of Life.